# Гражданин (фильм, 2014)
Гражданин (другой вариант названия: Обыватель) — польский художественный фильм режиссёра Ежи Штура. Выпущен 7 ноября 2014 года.

## В ролях
- Ежи Штур — Ян Братек
- Мацей Штур — Ян Братек в молодости
- Соня Бохосевич — Рената Братек, жена Яна
- Магдалена Бочарская — мать Яны в молодости
- Януш Гайос — камео
- Барбара Хоравянка — мать Яна
- Цезарий Косиньский — отец Яна
- Виолетта Арлак — Казя
- Яцек Круль — человек, обманутый туристическим агентством

## Сюжет
В результате несчастного случая польский обыватель Ян Братек попадает в больницу. Здесь он вспоминает эпизоды своей жизни. Большинство этих эпизодов следуют в обратном хронологическом порядке. Ян вспоминает взлеты и падения во времена сталинизма, солидарности, военного положения, переломных моментов и демократии. Снова и снова он понимает, что его товарищи не такие, какими кажутся, а сам он в этих эпизодах часто оказывается неудачником.

## Награды
39 кинофестиваль в Гдыне:
- Золотой кенгуру — награда австралийских кинопрокатчиков — Ежи Штур
- Специальный приз жюри — Ежи Штур и Петр Дзенциол
- номинация — участие в основном конкурсе — Ежи Штур